# P.R. Kantate
P.R. Kantate (* 1974, eigentlich Richard Haus) ist ein deutscher Reggae/Dancehall-Musiker aus Berlin-Kreuzberg. Das P.R. in dem Namen des Sängers steht für Plattenreiter, die wörtliche Übersetzung von Diskjockey.

## Karriere
P.R. Kantates bekanntester Song war bislang „Görli, Görli“, der es im Sommer 2003 auf Platz 39 der Media-Control-Single-Charts und auf Platz 1 in den „New Entries“ schaffte. Hierbei handelt es sich um eine den Görlitzer Park besingende Cover-Version des Songs „Girlie, Girlie“ von Sophia George. P.R. Kantates Musik zeichnet sich durch Gesang im Berliner Jargon und 1980er-Jahre-Anleihen aus.

## Diskografie

### Alben
- 2006: Andere Seite
- 2007: Dick in Jeschäft

### Singles
- 2002: Berlingua
- 2003: Görli, Görli
- 2004: Winter (der Winter Ist.. )
- 2004: U Me Heart
- 2010: Kraft durch Freunde

### Sonstige
- 1999: Rap à la Art (Tape)
- 2000: Berlingua (Tape)
- 2000/01: Meine Welt (Tape)
- 2005: Kein Album (Sampler)
- 2005: Kantomias rettet die Welt (Hörspiel mit Paul Plamper, Robert Ohm und Kathrin Angerer)